# Фудбалска репрезентација Доминиканске Републике
Фудбалска репрезентација Доминиканске Републике (шп. Selección de fútbol de República Dominicana) је фудбалски тим који представља Доминиканску Републику на међународним такмичењима под контролом Фудбалског савеза Доминиканске Републике који се налази у оквиру Карипске фудбалске уније и КОНКАКАФ-а. Такође је члан ФИФА, али се нкада није пласирала на финални део такмичења Светског првенства.

## Историјат
Доминикански фудбалски савез основан је 1953. а придружио се ФИФАи 1959. године. Репрезентација је прву утакмицу играла у мају 1967. године, квалификације против Хаитија за место у на Летњим олимпијским играма у Мексику 1968. године. Прва утакмица одиграна је код куће 21. маја, а Хаити је победио са резултатом 8:0. У реваншу на Хаитију домаћини су победили резултатом 6:0 27. маја, са тиме је Хаити прошао даље са укупним резултатом 14:0.
Доминиканска Република није одиграла ниједан меч све до марта 1970. године, када је ушла на Централноамеричке и Карипске игре 1970. у Панами. Били су смештени у групу са Порториком и Венецуелом. Доминиканска Република је 4. марта изгубила са 5:0 од Венецуеле, а затим је 6. марта остварила прву победу у историји победивши Порторико са 5:0. И поред победе нису се пласирали у следећу рунду.
Године 1971. Доминиканска Република је ушла на Панамеричке игре у Колумбији и била је у групи са Бахамана и Канадом. Изгубили су обе утакмице са 4:2 против Бахама 31. јула и са 4:0 против Канаде 2. августа и са две изгубљене утакмице су испали из даљњег такмичења.
Тим је поново играо тек 16. децембра 1973. године, када је изгубио 1:0 у гостима од Венецуеле. У Доминиканској Републици 1974. су се одржале Центраноамеричко Карипске игре, а 28. фебруара репрезентација је изгубила свој први меч резултатом 3:2 против Бермуда. Тим је 2. марта изгубио 1:0 од Мексика, пре него што је 4. марта победио Бахаме са 2:0. У последњој утакмици у групи 8. марта Доминиканска Република изгубила је 3:2 од Панаме и испала је у групној фази. 
Године 2012. репрезентација Доминиканске Републике је имала шансу да се квалификовати за Куп Кариба, 7. децембра победили су домаћине Антигву и Барбуду 2:1, али су изгубили наредне две утакмице са 2:1 против Хаитија и истим резултатом од Триндада и Тобага.

## Такмичарска достигнућа

### Светско првенство
| Светско првенство у фудбалу | Светско првенство у фудбалу | Светско првенство у фудбалу | Светско првенство у фудбалу | Светско првенство у фудбалу | Светско првенство у фудбалу | Светско првенство у фудбалу | Светско првенство у фудбалу | Светско првенство у фудбалу |                  | Квалификације за Светско првенство у фудбалу | Квалификације за Светско првенство у фудбалу | Квалификације за Светско првенство у фудбалу | Квалификације за Светско првенство у фудбалу | Квалификације за Светско првенство у фудбалу | Квалификације за Светско првенство у фудбалу |
| Година                      | Коло                        | Позиција                    | Ута                         | П                           | Н*                          | И                           | ГД                          | ГП                          | Ута              | П                                            | Н*                                           | И                                            | ГД                                           | ГП                                           |                                              |
| --------------------------- | --------------------------- | --------------------------- | --------------------------- | --------------------------- | --------------------------- | --------------------------- | --------------------------- | --------------------------- | ---------------- | -------------------------------------------- | -------------------------------------------- | -------------------------------------------- | -------------------------------------------- | -------------------------------------------- | -------------------------------------------- |
| 1930.                       | Није члан ФИФА              | Није члан ФИФА              | Није члан ФИФА              | Није члан ФИФА              | Није члан ФИФА              | Није члан ФИФА              | Није члан ФИФА              | Није члан ФИФА              | Није члан ФИФА   | Није члан ФИФА                               | Није члан ФИФА                               | Није члан ФИФА                               | Није члан ФИФА                               | Није члан ФИФА                               |                                              |
| 1934.                       | Није члан ФИФА              | Није члан ФИФА              | Није члан ФИФА              | Није члан ФИФА              | Није члан ФИФА              | Није члан ФИФА              | Није члан ФИФА              | Није члан ФИФА              | Није члан ФИФА   | Није члан ФИФА                               | Није члан ФИФА                               | Није члан ФИФА                               | Није члан ФИФА                               | Није члан ФИФА                               |                                              |
| 1938.                       | Није члан ФИФА              | Није члан ФИФА              | Није члан ФИФА              | Није члан ФИФА              | Није члан ФИФА              | Није члан ФИФА              | Није члан ФИФА              | Није члан ФИФА              | Није члан ФИФА   | Није члан ФИФА                               | Није члан ФИФА                               | Није члан ФИФА                               | Није члан ФИФА                               | Није члан ФИФА                               |                                              |
| 1950.                       | Није члан ФИФА              | Није члан ФИФА              | Није члан ФИФА              | Није члан ФИФА              | Није члан ФИФА              | Није члан ФИФА              | Није члан ФИФА              | Није члан ФИФА              | Није члан ФИФА   | Није члан ФИФА                               | Није члан ФИФА                               | Није члан ФИФА                               | Није члан ФИФА                               | Није члан ФИФА                               |                                              |
| 1954.                       | Није члан ФИФА              | Није члан ФИФА              | Није члан ФИФА              | Није члан ФИФА              | Није члан ФИФА              | Није члан ФИФА              | Није члан ФИФА              | Није члан ФИФА              | Није члан ФИФА   | Није члан ФИФА                               | Није члан ФИФА                               | Није члан ФИФА                               | Није члан ФИФА                               | Није члан ФИФА                               |                                              |
| 1958.                       | Није члан ФИФА              | Није члан ФИФА              | Није члан ФИФА              | Није члан ФИФА              | Није члан ФИФА              | Није члан ФИФА              | Није члан ФИФА              | Није члан ФИФА              | Није члан ФИФА   | Није члан ФИФА                               | Није члан ФИФА                               | Није члан ФИФА                               | Није члан ФИФА                               | Није члан ФИФА                               |                                              |
| 1962.                       | Није учествовала            | Није учествовала            | Није учествовала            | Није учествовала            | Није учествовала            | Није учествовала            | Није учествовала            | Није учествовала            | Није учествовала | Није учествовала                             | Није учествовала                             | Није учествовала                             | Није учествовала                             | Није учествовала                             |                                              |
| 1966.                       | Није учествовала            | Није учествовала            | Није учествовала            | Није учествовала            | Није учествовала            | Није учествовала            | Није учествовала            | Није учествовала            | Није учествовала | Није учествовала                             | Није учествовала                             | Није учествовала                             | Није учествовала                             | Није учествовала                             |                                              |
| 1970.                       | Није учествовала            | Није учествовала            | Није учествовала            | Није учествовала            | Није учествовала            | Није учествовала            | Није учествовала            | Није учествовала            | Није учествовала | Није учествовала                             | Није учествовала                             | Није учествовала                             | Није учествовала                             | Није учествовала                             |                                              |
| 1974.                       | Није учествовала            | Није учествовала            | Није учествовала            | Није учествовала            | Није учествовала            | Није учествовала            | Није учествовала            | Није учествовала            | Није учествовала | Није учествовала                             | Није учествовала                             | Није учествовала                             | Није учествовала                             | Није учествовала                             |                                              |
| 1978.                       | Није се квалификовала       | Није се квалификовала       | Није се квалификовала       | Није се квалификовала       | Није се квалификовала       | Није се квалификовала       | Није се квалификовала       | Није се квалификовала       | 2                | 0                                            | 0                                            | 2                                            | 0                                            | 6                                            |                                              |
| 1982.                       | Није учествовала            | Није учествовала            | Није учествовала            | Није учествовала            | Није учествовала            | Није учествовала            | Није учествовала            | Није учествовала            | Одбила учешће    | Одбила учешће                                | Одбила учешће                                | Одбила учешће                                | Одбила учешће                                | Одбила учешће                                |                                              |
| 1986.                       | Није учествовала            | Није учествовала            | Није учествовала            | Није учествовала            | Није учествовала            | Није учествовала            | Није учествовала            | Није учествовала            | Одбила учешће    | Одбила учешће                                | Одбила учешће                                | Одбила учешће                                | Одбила учешће                                | Одбила учешће                                |                                              |
| 1990.                       | Није учествовала            | Није учествовала            | Није учествовала            | Није учествовала            | Није учествовала            | Није учествовала            | Није учествовала            | Није учествовала            | Одбила учешће    | Одбила учешће                                | Одбила учешће                                | Одбила учешће                                | Одбила учешће                                | Одбила учешће                                |                                              |
| 1994.                       | Није се квалификовала       | Није се квалификовала       | Није се квалификовала       | Није се квалификовала       | Није се квалификовала       | Није се квалификовала       | Није се квалификовала       | Није се квалификовала       | 2                | 0                                            | 1                                            | 1                                            | 2                                            | 3                                            |                                              |
| 1998.                       | Није се квалификовала       | Није се квалификовала       | Није се квалификовала       | Није се квалификовала       | Није се квалификовала       | Није се квалификовала       | Није се квалификовала       | Није се квалификовала       | 6                | 3                                            | 1                                            | 2                                            | 9                                            | 16                                           |                                              |
| 2002.                       | Није се квалификовала       | Није се квалификовала       | Није се квалификовала       | Није се квалификовала       | Није се квалификовала       | Није се квалификовала       | Није се квалификовала       | Није се квалификовала       | 4                | 2                                            | 0                                            | 2                                            | 6                                            | 5                                            |                                              |
| 2006.                       | Није се квалификовала       | Није се квалификовала       | Није се квалификовала       | Није се квалификовала       | Није се квалификовала       | Није се квалификовала       | Није се квалификовала       | Није се квалификовала       | 4                | 1                                            | 1                                            | 2                                            | 6                                            | 6                                            |                                              |
| 2010.                       | Није се квалификовала       | Није се квалификовала       | Није се квалификовала       | Није се квалификовала       | Није се квалификовала       | Није се квалификовала       | Није се квалификовала       | Није се квалификовала       | 1                | 0                                            | 0                                            | 1                                            | 0                                            | 1                                            |                                              |
| 2014.                       | Није се квалификовала       | Није се квалификовала       | Није се квалификовала       | Није се квалификовала       | Није се квалификовала       | Није се квалификовала       | Није се квалификовала       | Није се квалификовала       | 8                | 4                                            | 2                                            | 2                                            | 18                                           | 8                                            |                                              |
| 2018.                       | Није се квалификовала       | Није се квалификовала       | Није се квалификовала       | Није се квалификовала       | Није се квалификовала       | Није се квалификовала       | Није се квалификовала       | Није се квалификовала       | 2                | 0                                            | 0                                            | 2                                            | 1                                            | 5                                            |                                              |
| 2022.                       | Није се квалификовала       | Није се квалификовала       | Није се квалификовала       | Није се квалификовала       | Није се квалификовала       | Није се квалификовала       | Није се квалификовала       | Није се квалификовала       | 4                | 2                                            | 1                                            | 1                                            | 8                                            | 4                                            |                                              |
| 2026.                       | У току                      | У току                      | У току                      | У току                      | У току                      | У току                      | У току                      | У току                      | У току           | У току                                       | У току                                       | У току                                       | У току                                       | У току                                       |                                              |
| Укупно!                     | 0/22                        |                             |                             |                             |                             |                             |                             | 33                          | 12               | 6                                            | 15                                           | 50                                           | 54                                           |                                              |                                              |